# Androsace occidentalis
Androsace occidentalis är en viveväxtart som beskrevs av Frederick Traugott Pursh. Androsace occidentalis ingår i släktet grusvivor, och familjen viveväxter. Inga underarter finns listade i Catalogue of Life.

## Bildgalleri

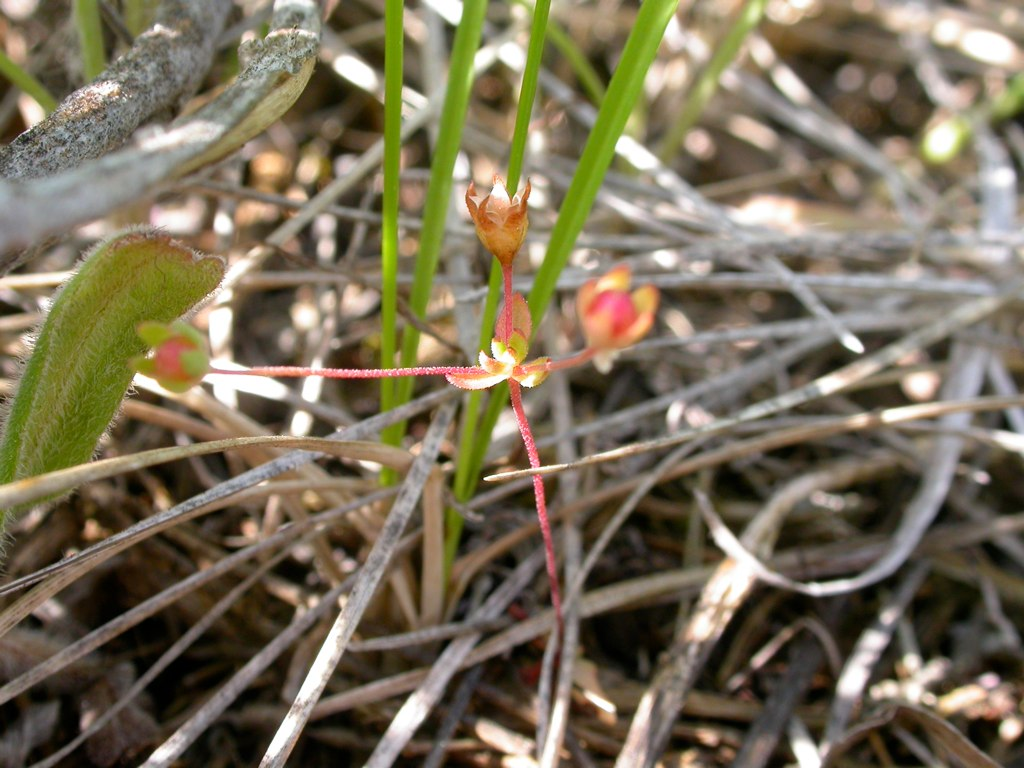
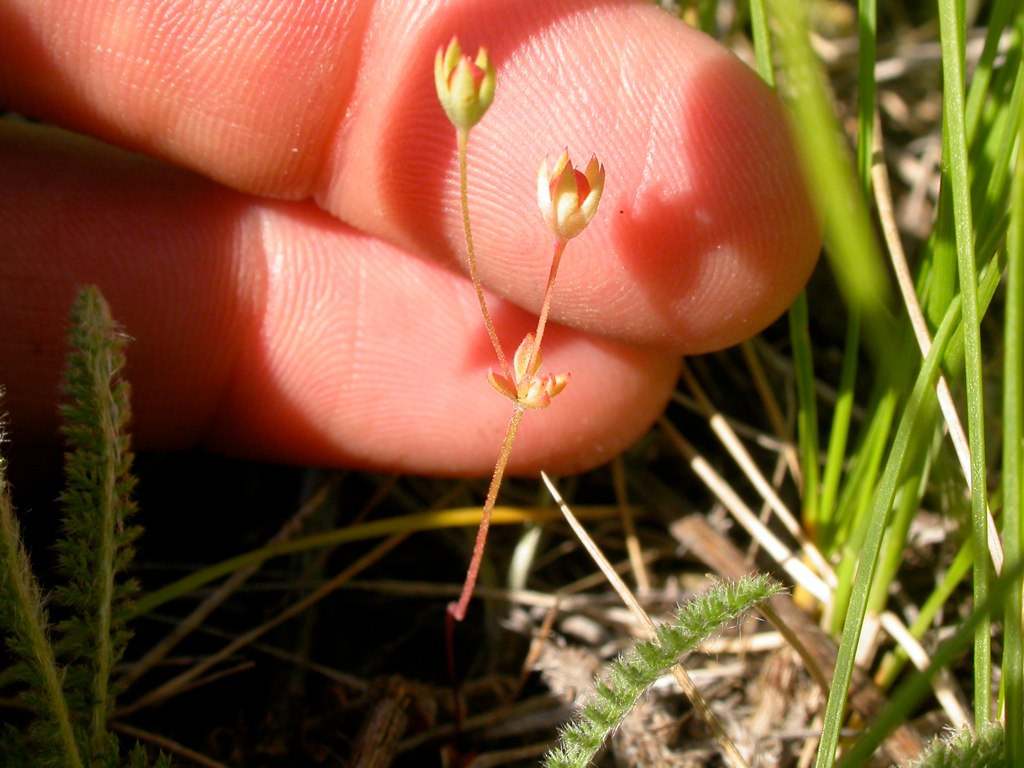